# 李如伉
李如伉（？—？），號肖龍，河南汝寧府光州商城县人，明朝政治人物。

## 生平
万历二十五年（1597年）丁酉科河南乡试舉人，二十六年戊戌科中式會試第二百八十二名，未殿试归，二十九年（1601年）辛丑科進士，官魏县知县。